# Sedalce
Sedalce je naseljeno mjesto u sastavu grada Delnica, Primorsko-goranska županija, Republika Hrvatska.

## Zemljopisna obilježja
- Koordinate: 45°30'26" s.z.š., 14°45'44" i.z.d.
- Nadmorska visina:  do 321 m
- Broj dana sa snježnim pokrivačem: oko 80

## Povijest
Do preustroja Hrvatskoj nalazilo se u sastavu stare općine Delnice.

## Stanovništvo
Na popisu stanovništva 2011. godine, Sedalce je imalo 16 stanovnika.
| Broj stanovnika po popisima | Broj stanovnika po popisima | Broj stanovnika po popisima | Broj stanovnika po popisima | Broj stanovnika po popisima | Broj stanovnika po popisima | Broj stanovnika po popisima | Broj stanovnika po popisima | Broj stanovnika po popisima | Broj stanovnika po popisima | Broj stanovnika po popisima | Broj stanovnika po popisima | Broj stanovnika po popisima | Broj stanovnika po popisima | Broj stanovnika po popisima | Broj stanovnika po popisima |
| --------------------------- | --------------------------- | --------------------------- | --------------------------- | --------------------------- | --------------------------- | --------------------------- | --------------------------- | --------------------------- | --------------------------- | --------------------------- | --------------------------- | --------------------------- | --------------------------- | --------------------------- | --------------------------- |
| 1857.                       | 1869.                       | 1880.                       | 1890.                       | 1900.                       | 1910.                       | 1921.                       | 1931.                       | 1948.                       | 1953.                       | 1961.                       | 1971.                       | 1981.                       | 1991.                       | 2001.                       | 2011.                       |
| 125                         | 105                         | 73                          | 72                          | 82                          | 79                          | 54                          | 67                          | 65                          | 54                          | 37                          | 24                          | 20                          | 24                          | 21                          | 16                          |

### Popis 1991.
Na popisu stanovništva 1991. godine, naseljeno mjesto Sedalce je imalo 24 stanovnika, kako slijedi:
| Popis 1991. | Popis 1991. | Popis 1991. | Popis 1991. | Popis 1991. |
| ----------- | ----------- | ----------- | ----------- | ----------- |
|             |             |             |             |             |
| Hrvati      | Hrvati      |             | 83,33       | 83,33       |
| Slovenci    | Slovenci    |             | 16,66       | 16,66       |
| ukupno: 24  |             |             |             |             |

| broj stanovnika | 125   | 105   | 73    | 72    | 82    | 79    | 54    | 67    | 65    | 54    | 37    | 24    | 20    | 24    | 21    | 16    | 12    |
|                 | 1857. | 1869. | 1880. | 1890. | 1900. | 1910. | 1921. | 1931. | 1948. | 1953. | 1961. | 1971. | 1981. | 1991. | 2001. | 2011. | 2021. |